# Assens (dokumentarfilm)
 For alternative betydninger, se Assens (flertydig). (Se også artikler, som begynder med Assens)
Assens er en dansk dokumentarfilm fra 1926 om købstaden Assens.